# Orthogonioptilum deletum
Orthogonioptilum deletum är en fjärilsart som beskrevs av Jordan 1922. Orthogonioptilum deletum ingår i släktet Orthogonioptilum och familjen påfågelsspinnare. Inga underarter finns listade i Catalogue of Life.